# Ернст Гидеон фон Лаудон
Барон Ернст Гидеон фон Лаудон (Тоцен, 2. фебруар 1717 – 14. јул 1790) је био аустријски генералисимус, један од најуспешнијих противника пруског краља Фридриха Великог.
Родио се у Естонији, у војничкој породици шкотског порекла. Отац му се пензионисао као шведски потпуковник. Ратовао у руској војсци (1732—1741) у Рату за пољско наслеђе (1733—1735) и Руско-османском рату (1735—1739). Од 1742. служио у аустријској војсци. Био је мајор Тренкових пандура, с којима је ратовао у Рату за аустријско наслеђе (1740—1748). Учествовао је у Седмогодишњем рату у којем је дошао до генералског чина и током рата добио племићки наслов барона. Почетком 1778. постао је подмаршал. Борио се у Рату за баварско наслеђе (1778—1779), без неке славе, док се прославио у Аустријско-османском рату (1788—1791) када је освојио Дрежник, Дубицу и Нови, 1789. заузео је Бербир (Градишка), а имао је успеха и у Србији, освојивши Београд и Смедерево. Сарађивао је са фрајкорима Коче Анђелковића. Био је капетан у Војној крајини, где је заслужан за инфраструктурне радове и пошумљавање (Лаудонов гај).
У Лаудоновој регименти значајан део су чинили Срби из Баната.